# Spyro Gyra
Spyro Gyra (wym.ˌspaɪroʊˈdʒaɪrə) – amerykański zespół jazzrockowy.
Zespół powstał w Buffalo (stan Nowy Jork) w połowie lat siedemdziesiątych XX wieku.
Ich muzyka miała wpływ na smooth jazz, łącząc jazz z elementami R&B, funk i pop. Mimo krytyki, że zespół przedkłada melodię nad improwizację, są cenieni jako perfekcyjni instrumentaliści i doceniani na koncertach, których rocznie dają średnio około 100.
Największe przeboje: „Morning Dance” (1979), „Catching The Sun” (1980).

## Skład zespołu
Skład z 2008 roku:
- Jay Beckenstein – saksofon
- Tom Schuman – fortepian, instrumenty klawiszowe
- Julio Fernandez – gitara
- Scott Ambush – gitara basowa
- Bonny Bonaparte – perkusja, instrumenty perkusyjne

## Dyskografia

### Albumy
- 1978 – Spyro Gyra (Infinity)
- 1979 – Morning Dance (Infinity)
- 1980 – Catching The Sun (MCA)
- 1980 – Carnaval (MCA)
- 1981 – Freetime (MCA)
- 1982 – Incognito (MCA)
- 1983 – City Kids (MCA)
- 1984 – Access All Areas (MCA) – koncertowy
- 1985 – Alternating Currents (MCA)
- 1986 – Breakout (MCA)
- 1987 – Stories Without Words (MCA)
- 1988 – Rites Of Summer (GRP)
- 1989 – Point Of View (GRP)
- 1990 – Fast Forward (GRP)
- 1991 – Collection (GRP) – składanka
- 1992 – Three Wishes (GRP)
- 1993 – Dreams Beyond Control (GRP)
- 1995 – Love & Other Obsessions (GRP)
- 1996 – Heart Of The Night (GRP)
- 1997 – 20/20 (GRP)
- 1997 – The Best Of The First 10 Years (GRP) – składanka
- 1997 – Retrospective (GRP) – składanka
- 1998 – Road Scholars (GRP) – koncertowy
- 1999 – Got The Magic (Windham Hill)
- 2001 – In Modern Times (Heads Up)
- 2002 – The Very Best Of Spyro Gyra (GRP) – składanka
- 2003 – Original Cinema (Heads Up)
- 2004 – The Deep End (Heads Up)
- 2006 – Wrapped In A Dream (Heads Up)
- 2007 – Good To Go-Go (Heads Up)
- 2008 – A Night Before Christmas (Heads Up)
- 2009 – Down the Wire (Heads Up)
- 2011 – Foreign Affair (Amherst Records)